# Ouled Haffouz
Ne doit pas être confondu avec Haffouz.
Pour l’article homonyme, voir Ouled Haffouz (délégation).
Ouled Haffouz (arabe : أولاد حفوز), également orthographié Ouled Hafouz ou Aouled Hafouz, est une ville tunisienne située à une vingtaine de kilomètres à l'est de Sidi Bouzid, sur la RN13.
Rattachée au gouvernorat de Sidi Bouzid, elle constitue une municipalité comptant 2 494 habitants en 2014. Elle est aussi le chef-lieu d'une délégation comptant 19 910 habitants en 2004.
La principale activité économique de la ville est l'agriculture et plus particulièrement la culture des céréales, des amandes, des légumes, des oliviers, des pastèques et des melons.